# Staberek
Staberek – wzgórze o wysokości 285 m n.p.m. Znajduje się w Jaworznie w dzielnicy Jeleń.